# قصر الأمير يشبك
قصر الأمير يشبك، المعروف أيضًا باسم قصر الأمير قوصون، هو قصر شبه مدمر في القاهرة بمصر بُني في الأصل بين عامي 1330 و1337م للأمير المملوكي المعروف بقوصون. رم القصر مرة أخرى في ثمانينيات القرن التاسع عشر الأمير يشبك المهدي في عهد السلطان قايتباي.

## التاريخ
بنى الأمير قوصون (الاسم الكامل: سيف الدين قوصون بن عبد الله الناصري الساقي) القصر بين عامي 1330 و1337 شمال غرب قلعة القاهرة، في منطقة خارج المدينة الرئيسية المُسورة التي تم تطويرها خلال عهد السلطان الناصر محمد بن قلاوون. كانت هذه المنطقة ذات يوم موطنًا للعديد من قصور الأمراء وغيرهم من المماليك الأقوياء، لكن قصر قوصون هو أحد الأمثلة القليلة المتبقية اليوم، جنبًا إلى جنب مع قصر الأمير طاز القريب منه. أنشأ قصر قوصون في الواقع السلطان الناصر قلاوون نفسه لصالح قوصون. خصّص السلطان أكثر من قصر في هذه المنطقة لأمرائه المفضلين، على ما يبدو كجزء من برنامجه لتطوير حي ملكي ضخم بجانب القلعة (والذي كان يحتوي على قصر السلطان الخاص، قصر الأبلق، والذي كان يطل على قصور الأمراء تحته) وفي المناطق المحيطة بها.
كان قوصون نفسه أحد أقوى الأمراء في عهد الناصر قلاوون وبعض خلفائه، وكان كذلك صهر السلطان. بنى منافسه الأمير سنقر سعدي لنفسه كتّابًا وضريحًا بجوار موقع قصر قوصون في عام 1315-1321، لكنه أُجبر لاحقًا على مغادرة مصر بعد أن أغضب قوصون. لا يزال هيكل القصر قائمًا حتى اليوم ويعرف أيضًا باسم ضريح حسن صدقة، الذي دُفن هناك لاحقًا.
قام يشبك المهدي في أواخر القرن الخامس عشر، في عهد السلطان الأشرف قايتباي (1468–1496)، بترميم وتوسيع قصر قوصون لاستخدامه الخاص، ويُعرف لهذا السبب اليوم أيضًا باسم قصر يشبك.

## البناء المعماري
ُدُمّر ثلثي القصر اليوم، لكن لا تزال بعض جدرانه العالية وبنيته قائمة. يظل أفضل عنصر تم الحفاظ عليه هو بوابة المدخل الضخمة والضخمة بشكل غير عادي. يعود تاريخ هذه البوابة إلى عصرين. يعود المدخل الأصلي إلى زمن قوصون، وهو عبارة عن بوابة طويلة متوجة بغطاء من المقرنصات المنحوتة وأنماط منحوتة بالحجر من حجر الأبلق بلونين. وعلى غير العادة، يمكن أن نرى توقيع صانعها عليها، وهو حرفي يدعى محمود السوري خرطوش على يمين المدخل. وفي أواخر القرن الخامس عشر، أضاف يشبك للبوابة من خلال توسيعها بجدران بارزة على كلا الجانبين، مع تغطية الفراغ بينها بقبة أكثر تفصيلاً تشبه المقرنصات الحجرية. وهكذا تظهر البوابة الآن كمدخل غائر عميق مع عناصر زخرفية متعددة. تشمل التفاصيل الزخرفية الأخرى فسيفساء متعددة الألوان حول المدخل ونقشًا حجريًا كبيرًا يمتد على طول الجدران عند مستوى العين.

يؤدي المدخل إلى غرفة دهليز مربعة مغطاة بقبة. ويتكون جزء كبير من الطابق الأرضي من قاعات مقببة ضخمة كانت تُستخدم كإسطبلات وأماكن للتخزين، بينما يحتوي الطابق العلوي على قاعة استقبال فخمة (تُعرف باسم القاعة). يحتوي سقف القبة على أقواس ضخمة من حجر الأبلق. اتبعت قاعة الاستقبال تخطيطًا معياريًا: فناء كبير مسقوف يبلغ طوله حوالي 12 مترًا، ويوجد إيوانان (غرف مقببة مفتوحة من جانب واحد) يواجهان بعضهما البعض على طرفي الفناء (على غرار العديد من ساحات المدارس الإسلامية في العهد المملوكي). في حين أن معظم القصر قد دمر الآن ، فمن المرجح أنه كان يتميز بالعديد من السمات الزخرفية والمعمارية المعتادة في ذلك الوقت مثل النوافير المركزية، والأرصفة الرخامية، والفسيفساء الرخامية، والنوافذ ذات الزجاج الملون، والمشربيات الخشبية، والسقوف المنحوتة، والخشب المطلي والمذهّب.

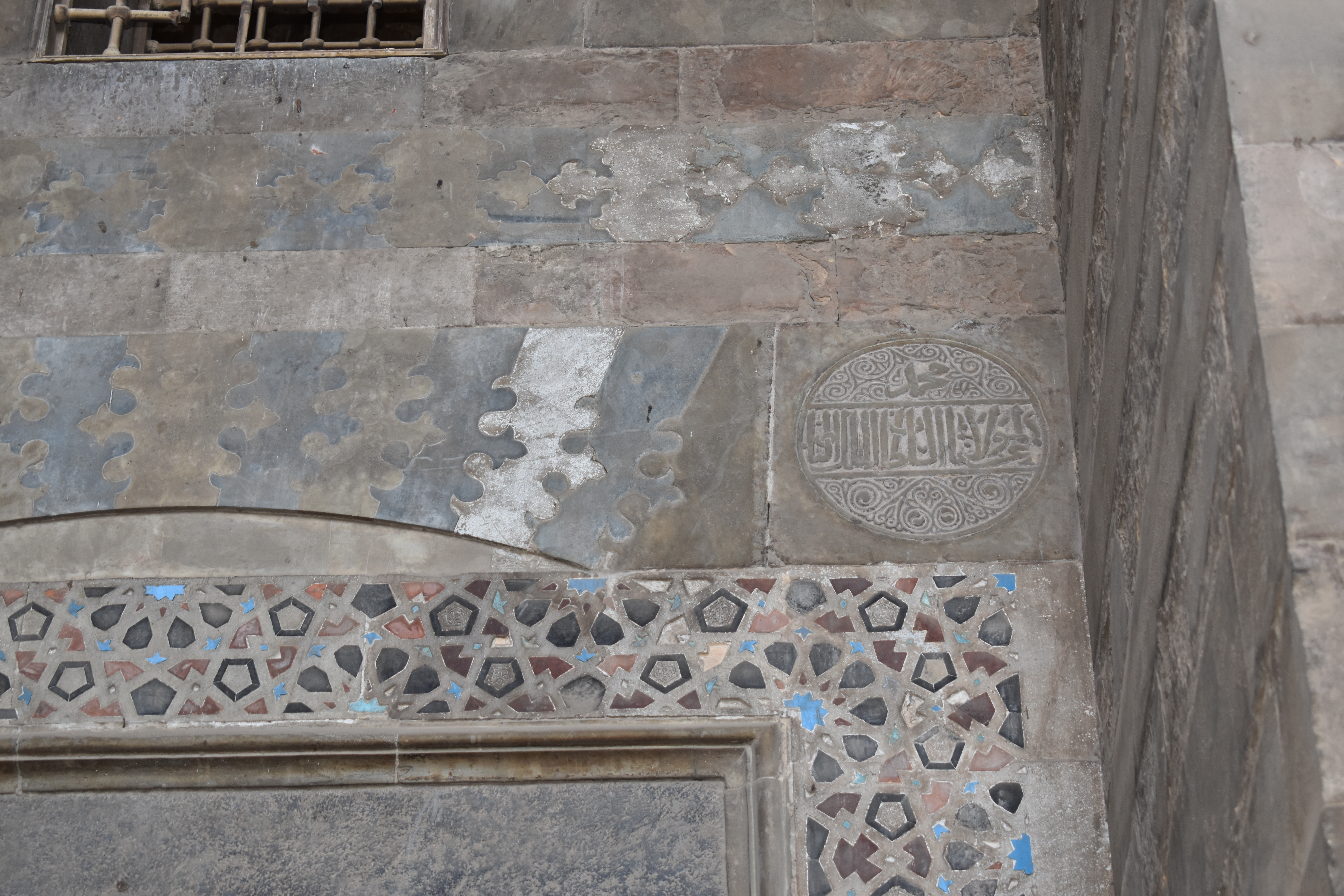
تفاصيل الزخرفة فوق المدخل.
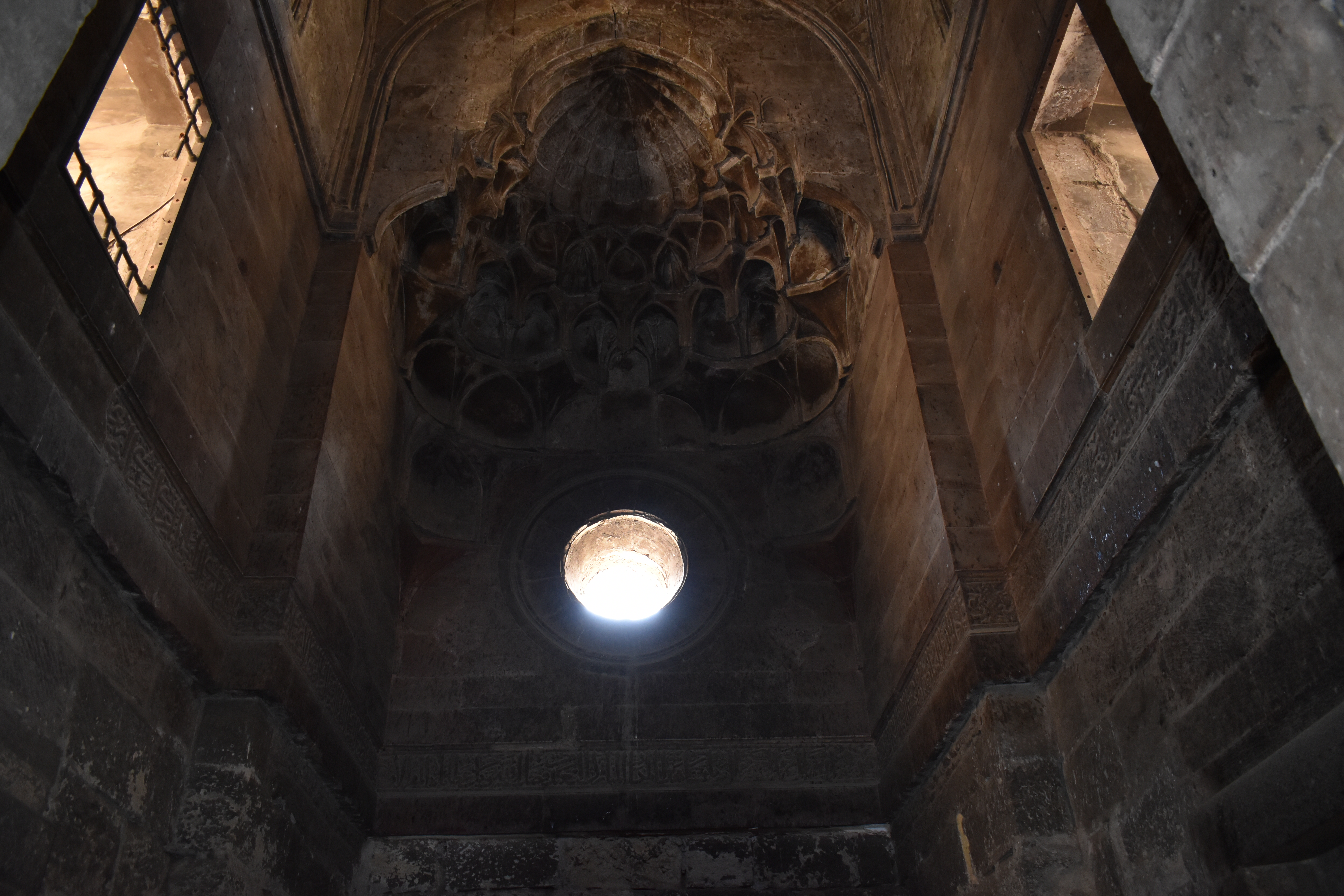
الدهليز خلف المدخل.
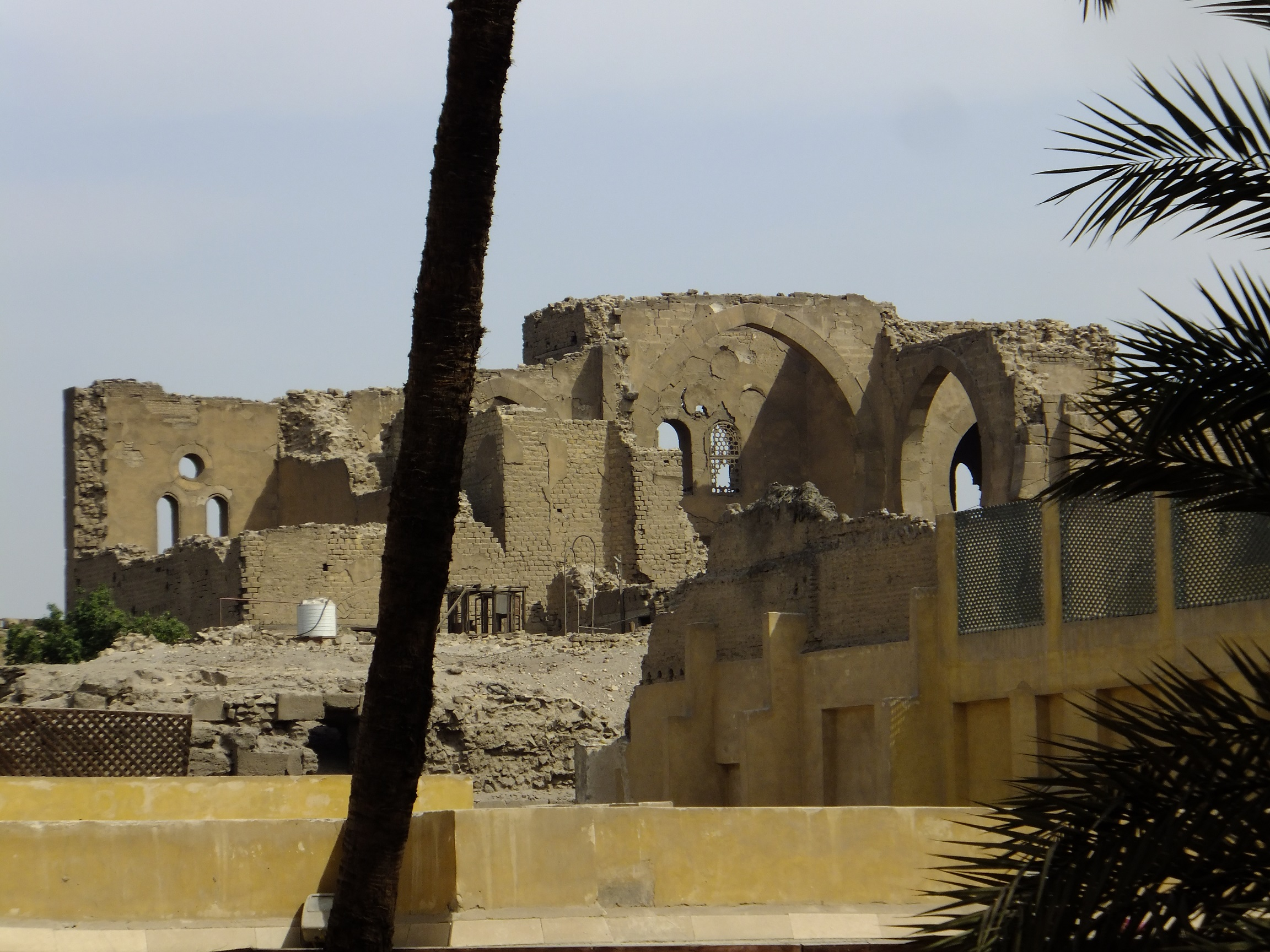
منظر من بعيد لأسوار القصر المدمرة.

## روابط خارجية
- قصر أمير قوصن في Archnet (يشمل المزيد من الصور)